# بروس آلن (فیزیکدان)
 بروس آلن (انگلیسی: Bruce Allen؛ زاده ۱۱ مه ۱۹۵۹) یک فیزیک‌دان، و ستاره‌شناس اهل ایالات متحده آمریکا است.